# مصفورة براونية
مصفورة براونية (الاسم العلمي:Xanthorrhoea brunonis) هي نوع من النباتات يتبع جنس المصفورة من الفصيلة المصفورية.